# Nicolae Haralambie
Nicolae Haralambie (27 sierpnia 1835 – 3 kwietnia 1908) – rumuński dowódca i polityk.
W 1861 roku stanął na czele policji Bukaresztu. Jako pułkownik, brał udział w detronizacji księcia Aleksandra Jana Cuzy w 1866 roku, następnie służył w regencji obok Lascăra Catargiu i Nicolae Golescu.
Pełnił funkcję ministra wojny od 6 sierpnia 1866 do 7 lutego 1867.
7 lipca 1874 roku wraz z Ionem Ghica i osobą trzecią, Haralambie wykonał lot nad Bukaresztem balonem wypełnionym wodorem o nazwie "Mihai Bravul ".
Wrócił do armii rumuńskiej w 1877 roku, biorąc udział w wojnie o niepodległość jako generał brygady.